# Archiv für innere Kolonisation
Das Archiv für innere Kolonisation war das publizistische Organ der Gesellschaft zur Förderung der inneren Kolonisation und des Deutschen Vereins für Ländliche Wohlfahrts- und Heimatpflege.
Es erschien von 1908, also bereits vor der formellen Gründung der Gesellschaft, bis 1933 in Berlin. Gegründet wurde es von Heinrich Sohnrey, in dessen Verlag Deutsche Landbuchhandlung die Schrift erschien. Späterer Herausgeber war Erich Keup.
Seit 1934 wurde die Zeitschrift unter dem Namen „Neues Bauerntum“ weitergeführt. Von 1938 bis 1945 stand sie unter der Leitung von Konrad Meyer und enthielt unter anderem Beiträge von Walter Christaller, Friedrich Kann, Walther Wickop und Eduard Willeke.